# Любименко, Михаил Николаевич
Михаил Николаевич Любименко (1923—2012) — полковник Советской Армии, участник Великой Отечественной войны, Герой Советского Союза (1945).

## Биография
Михаил Любименко родился 29 апреля 1923 года в селе Новоандреевка (ныне — Ореховский район Запорожской области Украины). После окончания восьми классов школы работал токарем. В августе 1941 года Любименко был призван на службу в Рабоче-крестьянскую Красную Армию. В 1942 году он окончил Тбилисское пехотное училище. С июня того же года — на фронтах Великой Отечественной войны. В боях два раза был ранен.
К апрелю 1945 года гвардии капитан Михаил Любименко был заместителем по строевой части командира батальона 37-го гвардейского стрелкового полка, 12-й гвардейской стрелковой дивизии, 9-го гвардейского стрелкового корпуса, 61-й армии, 1-го Белорусского фронта. Отличился во время форсирования Одера. В ночь с 16 на 17 апреля 1945 года батальон Любименко первым в полку переправился через Одер в районе населённого пункта Нойглитцен в 13 километрах к северу от Врицена и захватил плацдарм на его западном берегу, отразив шесть немецких контратак и удержав его до переправы основных сил.
Указом Президиума Верховного Совета СССР от 31 мая 1945 года за «образцовое выполнение боевых заданий командования на фронте борьбы с немецкими захватчиками и проявленные при этом мужество и героизм» гвардии капитан Михаил Любименко был удостоен высокого звания Героя Советского Союза с вручением ордена Ленина и медали «Золотая Звезда» за номером 6864.
После окончания войны Любименко продолжил службу в Советской Армии. В 1959 году он окончил курсы «Выстрел». В феврале 1969 года в звании полковника Любименко был уволен в запас. Проживал и работал в Подольске. 
Умер 27 июля 2012 года.
Был также награждён орденами Красного Знамени, Александра Невского, двумя орденами Отечественной войны 1-й степени, двумя орденами Красной Звезды, албанским орденом Скандербега, рядом медалей.